# Anna Maria della Pietà
Anna Maria della Pietà (vers 1696 - 10 août 1782), également connue sous le nom de Anna Maria dal Violin, est une violoniste, compositrice et enseignante italienne qui a travaillé à l'orphelinat vénitien Pio Ospedale della Pietà.

## Biographie
Sa date de naissance exacte est inconnue car Anna Maria est orpheline. Elle est élevée à l'Ospedale della Pietà de Venise. L'orphelinat a été créé pour élever des filles qui seraient utiles à la société. Les bébés étaient déposés par une ouverture secrète à peine assez grande pour eux créée en 1696.
Son nom est Anna Maria mais elle sera plus tard connue sous le nom d'Anna Maria dal Violin et Anna Maria della Pietà. À l'âge de huit ans ses prouesses musicales attirent l'attention des directeurs de l'école.
Elle apprend le violon auprès du directeur musical de l'école Antonio Vivaldi,,,,,,,,. Elle a enseigné le violon à Chiara della Pietà (en) et à Santa della Pietà.
De nombreux concertos composés par Antonio Vivaldi ont été écrits spécialement pour elle. Anna Maria est restée à l'orphelinat toute sa vie. Un poète anonyme a écrit que lorsqu'elle jouait, « d'innombrables anges osaient flotter à proximité ». En 1720, à l'âge de 24 ans, elle est surnommée Maestra et en 1737 Anna Maria devient maestra di violino et maestra di coro. Anna Maria a également joué du violoncelle, du hautbois, du luth, de la mandoline, du clavecin, de la viole d'amour. Elle a composé de la musique et s'est produite en public pendant plus de 60 ans.
Elle meurt d'une fièvre et d'une toux à Venise le 10 août 1782.